# Haus Badstraße 64 (Heilbronn)

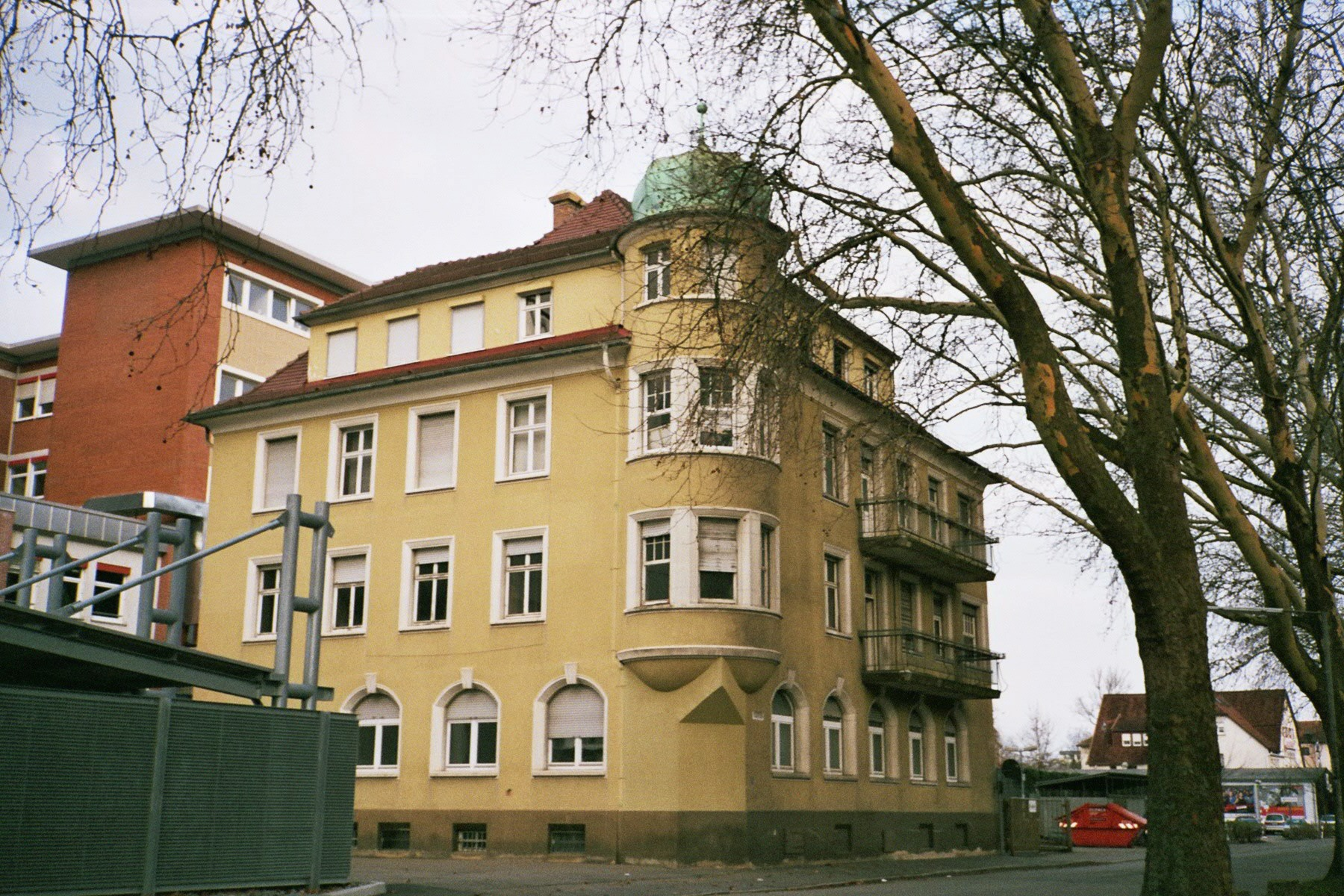
Das Haus Badstraße 64

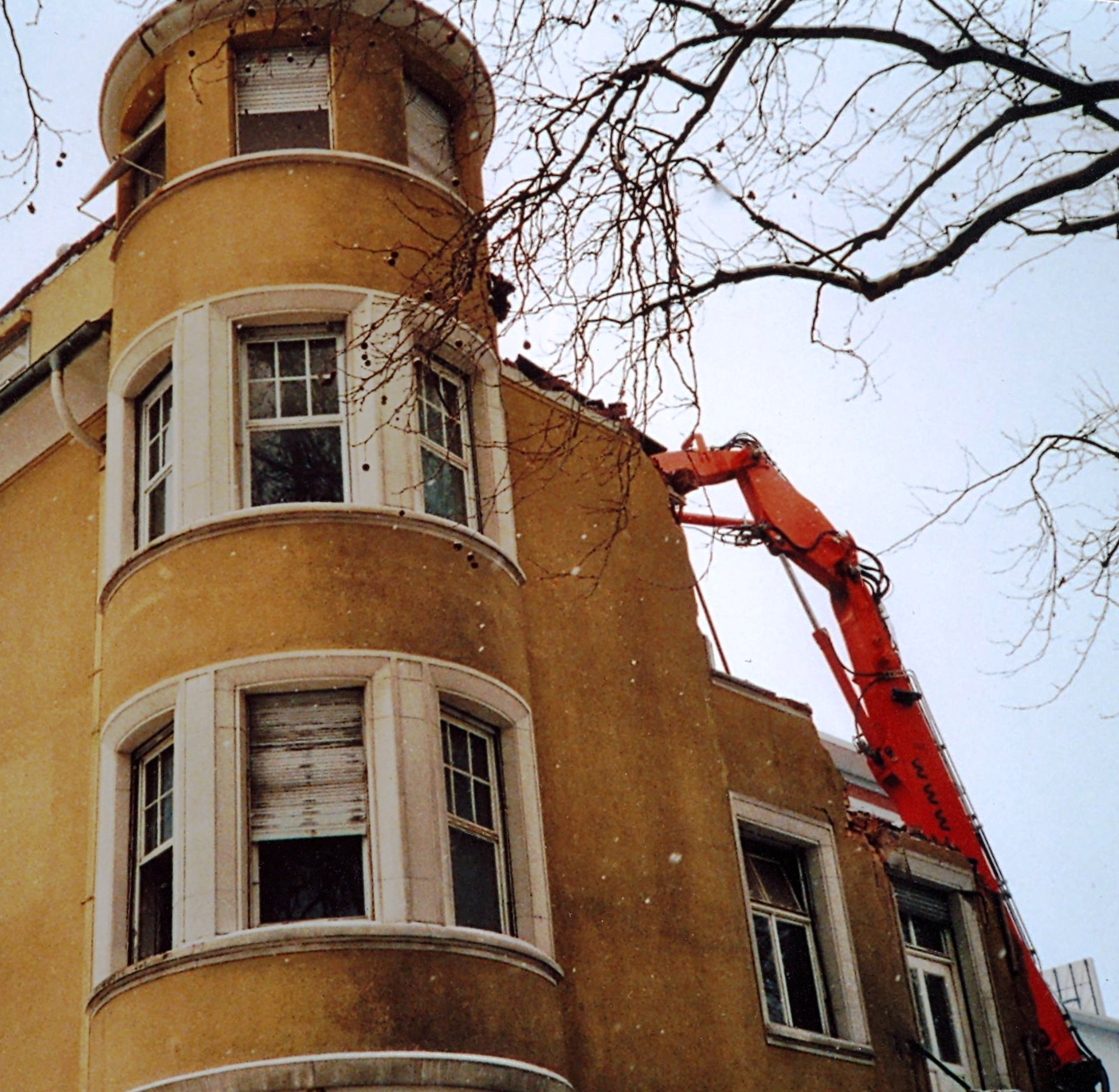
Abbruch des Hauses Badstraße 64

Das Haus Badstraße 64 in Heilbronn, auch Villa Angele, war ein Wohnhaus im neobarocken Stil. Es wurde im Februar 2010 trotz Protesten in der Bevölkerung abgerissen.

## Geschichte
Die Villa Angele wurde 1925 nach Plänen des Architekten Hermann Steus für die Unternehmerin Berta Angele im neobarocken Stil erbaut. Das Gebäude besaß unter anderem Erker, Balkone, halbrunde Fenster mit Schlusssteinen und ein kupferbedecktes Türmchen. Angeles Familie führte hier bis 1944 eine Wäscherei mit Mangelstube. Beim Luftangriff auf Heilbronn im Zweiten Weltkrieg blieb die Villa als eines von wenigen Gebäuden in der Nähe der völlig zerstörten Kernstadt weitgehend verschont. Lediglich das Dach wurde beschädigt. Nach dem Krieg befand sich darin weiterhin die Dampfwaschanstalt Angele. Die Wäscherei beschäftigte zwischen 30 und 50 Arbeiter, „darunter Wäscherinnen, Heizer und Fahrer“. Außerdem waren mehrere Wohnungen vermietet. Ab 1958 bewohnte die Familie Blomert eine der Wohnungen, der Sohn Reinhard Blomert wurde später ein bekannter Soziologe. Die letzte Bewohnerin des Hauses war eine Künstlerin, die darin ihr Atelier hatte. Sie zog Ende 2009 aus.

## Abriss 2010
Ende 2009 kaufte das Unternehmen Lidl & Schwarz das Haus mit dem Plan, es abzureißen. Grund war die geplante Arrondierung der angrenzenden Kaufland-Anlage, vor dessen Warenanlieferung und internationalem Bemusterungszentrum sich das Gebäude befand. Die Firma gehört zum Firmenimperium des Heilbronner Ehrenbürgers und Stifters Dieter Schwarz, was zu Kontroversen führte. Gegen den Abriss des Wohnhauses, das in der Presse als „Stück… prägender Architektur in Heilbronn“ bezeichnet wurde, setzte sich unter anderem die Bürgerbewegung Lokale Agenda 21 ein.
Der Abriss wurde unter anderem möglich, da das Gebäude nicht unter Denkmalschutz stand. Obwohl es im Inneren noch ein historisches Treppenhaus, Holzvertäfelungen und Stuck gab, schätzte die Denkmalbehörde die seit 1925 vorgenommenen Veränderungen im Haus als zu stark ein, als dass ein Abriss hätte verhindert werden müssen. Zudem war das Gebäude nach Meinung des Denkmalamtes „landesweit betrachtet nichts Besonderes […], auch der Architekt ist nur zweite Garnitur“. Gleichwohl gab der Heilbronner Denkmalpfleger Joachim J. Hennze zu bedenken, dass bei der Bewertung historischer Gebäudesubstanz der Blick auf ganz Deutschland gerichtet sei. Ein Gebäude könne nicht unter Denkmalschutz gestellt werden, „wenn [es] zwar für die Stadtgeschichte bedeutsam, aus überregionaler Sicht jedoch unwesentlich sei.“